# La Connexion saoudienne
La Connexion saoudienne est le 156e roman de la série SAS, écrit par Gérard de Villiers et publié en 2004 aux Éditions Gérard de Villiers. Comme tous les SAS parus au cours des années 2000, le roman a été édité lors de sa publication en France à 200 000 exemplaires.
L'action se déroule en juin 2004 en Floride, aux Caraïbes et en Espagne, accessoirement au Venezuela. Malko Linge est chargé de remonter la filière d'un réseau de drogue. Les choses se compliquent quand on découvre qu'un prince saoudien pourrait en être le chef.
La particularité du titre « La Connexion saoudienne » est que l'action ne se déroule pas du tout en Arabie saoudite.

## Personnages principaux

### Américains et alliés
- Malko Linge : héros du roman, Autrichien, agent contractuel de la CIA.
- Teresa Wilhem : agent de la CIA en Floride.
- Sabrina Powers : agent de la DEA en poste en Espagne.
- Eddie Garcia (« Ricochet Rabbit ») : ancien membre de la CIA, actuellement juriste dans un cabinet d'avocat.

### Personnages colombiens
- Sanchez Pastrana : narcotrafiquant colombien ayant trouvé refuge aux États-Unis.
- Dolores Zapata : agent immobilier d'origine colombienne ; elle veut devenir riche en faisant un « gros coup » de trafic de drogue.
- Carlos Branco (dit « El Tuerto » - « le Borgne ») : narcotrafiquant colombien.
- Pépé Arreliano : tueur à gages colombien.
- Baruch Ribeiro (« The Fixer ») : photographe de mode colombien.
- Oscar Fuente (dit « El Flatto » - « le Maigre ») : adjoint de Carlos Branco.
- Jose Maria Portal : contact de Carlos Branco en Espagne.
- Fausto Caligano : jeune colombien de Miami, serveur dans un restaurant, informateur occasionnel de Dolores Zapata.

### Autres personnages
- Ryad Al-Khobar-ben-Saoud : prince saoudien.
- Alberto Reyes : journaliste au Miami Herald.
- Vincent Shedd : agent de la DEA.

## Résumé

### Début du roman
Sanchez Pastrana, narcotrafiquant colombien ayant trouvé refuge en Floride, est un « repenti ». Moyennant une légère peine de prison, il a accepté de livrer son réseau. Mais il lui reste la petite peine de prison à purger. Pour éviter d'y retourner, il propose un accord à l'agent de la DEA chargé de son suivi : livrer un autre réseau en échange de l'effacement de sa peine. Or Dolores Zapata, agent immobilier d'origine colombienne, veut devenir riche en faisant un « gros coup » de trafic de drogue. Elle s'en est ouverte auprès de Pastrana, et c'est le projet de Dolores que Pastrana envisage de vendre à la DEA. Vincent Shedd, agent de la DIA et amant occasionnel de Dolores, informe cette dernière du projet de Pastrana (chapitres 1 et 2).
Pour faire cesser cette fuite pouvant s'avérer catastrophique pour elle, Dolores s'informe auprès de Fausto Caligano du jour et de l'heure où Pastrana a fait une réservation. Ayant reçu l'information, elle fait assassiner Pastrana et l'agent de la DEA par un gang local alors qu'ils sont attablés à un restaurant. L'exécution est froide et efficace (chapitre 3).

### Aventures aux États-Unis
Malko est appelé à Miami pour enquêter sur la mort de Sanchez Pastrana. Il détecte une piste, celle de Dolores. Il se fait passer pour un riche acheteur potentiel et demande à visiter des maisons. Malko contacte Eddie Garcia, qu'il avait connu vingt ans avant quand celui-ci était membre de la DEA en Floride. Aujourd'hui Eddie est juriste et travaille chez un avocat (chapitres 4 et 5).
Dolores fait visiter à Malko diverses maisons. Le soir, il a une relation sexuelle avec elle. Puis Dolores estime que Fausto Caligano n'est pas fiable et pourrait la trahir. Justement, comme Malko et Eddie suivent Fausto Caligano, ce dernier est assassiné par le tueur à gages Pépé Arreliano. Les deux hommes poursuivent l'assassin. Pépé Arreliano tombe du haut d'un pont et meurt noyé dans le fleuve. Le lendemain matin, Dolores apprend par les médias la présence de Malko sur les lieux et comprend que, loin d'être un client, il enquête sur la mort de Sanchez Pastrana (chapitres 6 à 8).
Malko apprend que Dolores avait eu une aventure avec un prince saoudien, à qui elle avait vendu un appartement. Pendant ce temps, Dolores parle à son « associé » Carlos Branco de Malko, et exprime son intention de le tuer à court terme lors d'une sortie en mer prévue dans quelques jours. Elle prépare aussi son départ pour l'Europe en vue de la livraison de drogue. Malko reçoit les résultats concernant le prince saoudien : il s'agit de Ryad Al-Khobar-ben-Saoud. Quelques heures après, le numéro de la CIA appelle Malko : son enquête est désormais terminée, il peut rentrer immédiatement chez lui (chapitres 9 et 10).
La CIA et la DEA ayant reçu l'ordre de ne plus l'aider, Malko continue son enquête : Baruch Ribeiro (dit « The Fixer ») est un photographe de mode colombien et sait tout sur la communauté colombienne. Malko le contacte et lui propose un marché équitable : ne pas purger une peine de prison moyennant la remise d'informations.  Baruch Ribeiro accepte le marché et remet les informations demandées à l'agent secret. Arrive alors le samedi et la sortie en mer proposée à Malko par Dolores. Le bateau est piloté par Carlos Branco. À un moment, Dolores et Malko vont se baigner. Carlos Branco lance le bateau droit sur Malko pour qu'il soit tué par les hélices (chapitres 11 à 14).
Pour se protéger, Malko prend Dolores comme bouclier humain. Il évite les divers passages de Carlos puis les coups de feu que celui tire avec un fusil. Arrive alors Eddie Garcia à qui Malko avait demandé de le suivre. Après avoir récupéré Dolores, Carlos Branco préfère la prudence et quitte les lieux, permettant à Eddie de récupérer Malko. Carlos et Dolores se rendent à Nassau, dans les Bermudes. Ignorant la destination des deux narcotrafiquants, Malko et Eddie cambriolent l'appartement de Carlos à Miami. Un document retient leur attention : un projet de vol d'avion pour deux personnes de Nassau à Caracas. Malko décide de contacter Frank Capistrano, le conseille « Renseignement » du président Bush et lui expose l'affaire. Capistrano écoute Malko et lui dit qu'il va ordonner une rapide enquête. Plus tard, Capistrano rappelle Malko et lui donne des informations précieuses sur le trajet final de Dolores et Carlos, qui se rendent, après Caracas, à Malaga en Espagne. Ils vont faire le voyage, non sur une ligne commerciale, mais sur l'avion personnel du prince Ryad Al-Khobar-ben-Saoud. Sans doute la drogue sera-t-elle dans les soutes de cet avion privé. Malko réserve un vol d'avion de Miami à Malaga via Madrid (chapitre 15).

### Aventures en Espagne
Malko arrive à Malaga peu de temps après l'arrivée de l'avion transportant Ryad Al-Khobar-ben-Saoud, Dolores Zapata et Carlos Branco, ainsi que 50 tonnes de cocaïne pure. Grâce à Frank Capistrano, il peut compter sur le soutien logistique de la CIA et de la DEA en Espagne. Malko se met en planque devant la riche villa du prince saoudien. Il suit une voiture qui sort de la propriété et assiste à une rencontre entre Carlos Branco et José-Maria Portal, son contact en Espagne (chapitre 16).
Mais Carlos Branco s'est aperçu de la présence de Malko. Plus tard, il en parle à Dolores et au prince Ryad Al-Khobar-ben-Saoud. Ce dernier met au point un plan pour assassiner Malko (chapitre 17).
Accompagné par une agente de la DEA, Sabrina Powers, Malko suivent Dolores et Carlos en boîte de nuit. Le prince Ryad Al-Khobar-ben-Saoud a envoyé un tueur pour liquider Malko (chapitre 18).

### Fin du roman
L'attaque de l'assasin échoue : c'est un voisin de Malko qui reçoit le coup de poignard. L'assassin est lynché par la foule de la boîte de nuit. Plus tard, une voiture contenant plusieurs kilogrammes de cocaïne, sortant de la propriété du prince Ryad Al-Khobar-ben-Saoud, est interpellée par la Guardia Civil. Ceci déclenche la perquisition de la villa de José-Maria Portal, où l'on découvre là encore de la drogue et de l'argent en numéraire en quantité. Le prince Ryad Al-Khobar-ben-Saoud lance une seconde attaque contre Malko : la voiture piégée qui devait tuer l'agent secret explose trop tôt et rate son effet. Le prince Ryad Al-Khobar-ben-Saoud constate que la situation lui échappe. Avec un hélicoptère, il quitte sa villa et se rend à l'aéroport de Madrid d'où il s'enfuit en Arabie Saoudite. Pendant ce temps, la police espagnole, grâce à Malko, a repéré un appartement bénéficiant de l'argent de la drogue. L'appartement est pris d'assaut et les terroristes sont tués ou arrêtés. Ces terroristes étaient liés aux attentats de Casablanca du 16 mai 2003 : l'argent de la drogue devait bien servir à alimenter des réseaux de terroristes extrémistes. Malko et la police investissent la maison du prince saoudien. En tentant de tuer Malko, Dolores est abattue par des policiers plus rapides qu'elle (chapitres 19 et 20).

## Autour du roman
- Malko Linge avait déjà rencontré Eddie Garcia (« Ricochet Rabbit ») en 1983 lors des aventures narrées dans Le Tueur de Miami (SAS n°69). Eddie Garcia avait aidé Malko à combattre le narcotrafiquant Miguel Cuevas.
- Le roman est l'un des rares de la série où Malko utilise internet pour obtenir une information, en l'occurrence les horaires de départs et d'arrivées d'avions (page 183, chapitre XV).
- Olivia Valere et sa discothèque située à Marbella sont citées dans le roman (p. 190, chapitre XVI).